# Collin Leijenaar
Collin Leijenaar (Dronten, 26 januari 1974) is een Nederlandse drummer. Daarnaast speelt hij ook percussie en is hij actief als producer en tourmanager. Ook is hij cultureel ondernemer met meerdere bedrijven, waaronder zijn muziekschool Novae Popschool.

## Carrière
Leijenaar is de oprichter van de internationale progressieve-rock/metalband Affector. Hij is sinds 2011 ook drummer in de Nederlandse post-prog-band Dilemma.
Leijenaar was drummer, bandleider en tourmanager in de Europese liveband van Neal Morse (Transatlantic / Flying Colors) waar hij Mike Portnoy (Transatlantic / Flying Colors / ex-Dream Theater) verving.
Tussen 2005 tot 2012 heeft Leijenaar met Neal Morse door Europa getoerd en een aantal livealbums en dvd's uitgegeven.
Hij heeft onder andere met de volgende bands en artiesten samengewerkt: Jordan Rudess (Dream Theater), Neal Morse (Transatlantic, Flying Colors), Dave Bainbridge (Iona), Derek Sherinian (Black Country Communion, Planet X) Mike Portnoy, Steve Hackett, Paul Bielatowicz (Carl Palmer), Duffy, Andy Pratt, Spock's Beard, Eva Kathryn, Sinfonietta Consonus Orchestra en Kayak.
Leijenaar is ook ondernemer. Hij richtte onder meer Tour Support Europe op, waarin hij tourmanager, agent en concertpromotor is. Tijdens de Whirlwind wereldtour in 2010 van Transatlantic was Leijenaar de tourmanager. Zijn hoofdbedrijf is Novae Popschool, een muziekschool met meerdere vestigingen in Nederland.

## Dilemma
Dillema was een band die in 1995 het album Imbroccata had uitgegeven via SI Music; het was in zes dagen opgenomen. Een tweede album was bijna af, maar belandde op de planken. Vanaf 2011, toen een reünieconcert plaatsvond, werd met Leijenaar inmiddels in de gelederen gewerkt aan Random acts of liberation. Het album binnen de progressieve rock en artrock verscheen uiteindelijk pas in 2018 en werd volgespeeld door Dec Burke (zang en gitaar, bekend vanwege Frost*), Paul Crezee (gitaren), Erik van der Vlis (basgitaar), Robin Z (Robin Zuiderveld, toetsen) en Leijenaar (drums etc.) en een aantal gastmusici. Het album werd gemixt en gemasterd door Rich Mouser van Spock's Beard. Na uitgifte van het album ging Dilemma op tournee met Sons of Apollo. In 2019 volgde nog een korte toer met Flying Colors. Op 9 maart 2019 stond Dillemma in Cultuurpodium Boerderij in het voorprogramma van Lifesigns dat hun album Cardigan kwam promoten (IO Pages 156, april 2019). Dilemma en platenlabel zagen binnen twee jaar een opvolger, maar die was eind 2022 nog niet uitgebracht. Ondertussen was van Van der Vlis al in 2020 opgestapt en vervangen door Reinier Siemons . Op 29 januari 2023 maakte de band bekend dat Wudstik (Jermain van der Bogt) was aangetrokken als nieuwe zanger, nadat Burke - net als Van der Vlis - besloten had zich te concentreren op zijn eigen muzikale carrière.  Tegelijk met hem voegde Kristoffer Gildenlöw zich bij de band als de nieuwe bassist. In de nieuwe formatie speelde Dilemma als support act van Marillion tijdens het Marillion Weekend in Zeeland, maart 2023. Begin januari 2024 maakte de band via Instagram bekend bezig te zijn met de opnamen van een nieuw album. . Rich Mouser werd opnieuw gestrikt voor de mix en de mastering. De eerste single, I Am Neon, verscheen op 19 juli. Nadat ook ballad Thunder en openingstrack Sanctuary als single waren uitgebracht, verscheen het volledige negen tracks tellende album The Purpose Paradox op 20 september 2024.  Het conceptalbum vertelt het verhaal van  hoofdpersoon Neon, die een reflectieve en spirituele reis onderneemt naar verbinding en vervulling, waar hij uiteindelijk sterker uitkomt.
 Ook toetsenist Derek Sherinian en gitarist Mark Lettieri (Snarky Puppy) zijn op het album te horen, met solo’s in respectievelijk Allies en slottrack Outer Light.

## Discografie

### met Affector
- 2012 - Harmagedon
- 2018 - Maranatha

### met Neal Morse
- 2005 - Live in Berlin (live)
- 2006 - The Europe Winter 2006 Church Tour DVD
- 2006 - Question Mark & Beyond - Tour of Europe 2006 DVD (live-dvd)
- 2006 - Live at the Kings Center DVD
- 2007 - Sing It High
- 2007 - ? Live (live)
- 2007 - Encores and New Songs
- 2008 - Sola Scriptura & Beyond (dvd)
- 2008 - Sola Scriptura Live (live-cd)
- 2008 - Lifeline
- 2009 - So Many Roads: Live in Europe (live-3cd)

### met Jessica Koomen
- 2007 - "Can't Take That Away From Me"
- 2009 - "I Wish You Love" (live-dvd)

### met Dilemma
- 1996 - Dilemma - Comfort Zone Arena
- 1997 - Dilemma - EP
- 1999 - Dilemma - Future History
- 2015 - Dilemma - Liberation
- 2018 - Dilemma - Random Acts Of Liberation
- 2024 - Dilemma - The Purpose Paradox

### met The B-Band
- 1995 - Everybody Feels
- 1996 - Break The Chain
- 1996 - Immortal Emotion
- 1997 - One Way Out Of Hell
- 1998 - Try Me

### met Life@Opwekking
- 1998 - Let's Worship the Awesome God
- 1999 - Heart of Worship
- 2000 - Time to Worship
- 2002 - Here I Am
- 2003 - Secrets
- 2004 - Words
- 2005 - Friend of God
- 2006 - Free
- 2007 - Mystery

### met overige artiesten
- 1996 - Cross The Edge - It's Time For War!
- 1997 - Recabite - Thanks Be To God
- 1998 - Andy Pratt - Forgiving Spirit
- 1998 - United - United
- 2000 - Elisa Krijgsman Bluesfriends - Blue Eyed Woman
- 2001 - Boom Aid - Nu Of Nooit
- 2001 - Kaja - TMF Cafe Unplugged (live)
- 2002 - Kaja - Use
- 2002 - Rivelino - Pull Yourself Together
- 2003 - Reni & Elisa Krijgsman - Samen
- 2003 - Come2Worship - I Bow Down
- 2004 - Collide - Love
- 2005 - Wilco van Esschoten - Airbike
- 2006 - Matthijn Buwalda - Storm voor de stilte
- 2006 - Martin Brand - Ongekend
- 2012 - Zylver - Van Verre
- 2014 - Jordan Rudess - Explorations
- 2014 - Dave Bainbridge - Celestial fire[8]